# Erich Leimkugel
Erich Leimkugel (* 8. August 1877 in Schöppenstedt; † 22. März 1947 in Essen) war ein deutscher Apotheker, Freiballonfahrer und Politiker.

## Leben und Wirken

### Apotheker
Erich Leimkugel wurde als Sohn eines Fabrikanten geboren. Er besuchte nach der Volksschule in Schöppenstedt das Gymnasium Wolfenbüttel, wobei er die Obersekundareife erreichte. In Bielefeld absolvierte er ab 1894 bei Dr. Oelze eine Lehre zum Apotheker und machte am 30. März 1897 die Apothekergesellenprüfung. Daran knüpften sich die Wanderjahre an, in denen er Tätigkeiten in unterschiedlichen Apotheken im In- und Ausland annahm. Zu seinen Zielen gehörten unter anderem die Schweiz und die Côte d’Azur. In den Jahren 1899 bis 1901 studierte er Pharmazie an der Technischen Universität Braunschweig. Nach dem Staatsexamen arbeitete er als Apotheker in Ostende. Dann kaufte er die Adler-Apotheke in Gevelsberg, die er nach zwei Jahren wieder veräußerte. Im Oktober 1907 heiratete er die aus Gevelsberg stammende Gertrud Klingemann. Leimkugel kam 1907 nach Essen, wo er die 1619 gegründete Einhorn-Apotheke am Markt in der Innenstadt erwarb. Neben dem alten Patrizierhaus, in dem sich die Apotheke befand, errichtete er in den Jahren 1913/14 einen Neubau und verlegte in ihn seine Apotheke. Nach ihrer Zerstörung im Zweiten Weltkrieg durch einen Luftangriff am 5. März 1943 eröffnete er sie am 2. Mai 1946 neu. Nach 1918 bis 1933 war er Vorsitzender des Essener Apothekervereins. Nach 1946, nachdem er die letzten Kriegsmonate in seiner Geburtsstadt verbracht hatte, kehrte er 1945 wieder nach Essen zurück und wurde nach 1946 zum Kreisapotheker berufen. Das Gesundheitsamt Essen bestellte ihn zum Vertrauensapotheker. 

### Ballonfahrer
Leimkugel förderte zusammen mit Karl Bernhard Bamler und Ernst August Schröder den Ballonsport. Dabei nahm er ab 1909 an 149 Ballonaufstiegen und zahlreichen nationalen und internationalen Wettfahrten teil, wobei er diese als Fahrtenwart des Niederrheinischen Vereins für Luftfahrt (NVfL) teils selbst organisierte. Zum Teil nutzte er die Ballonfahrten für meteorologische Beobachtungen. Mit der Überquerung der Zentralalpen mit dem Ballon Tirol von Innsbruck aus erregte er Aufmerksamkeit. 1910 unternahm er zusammen mit Ernst Milarch aus Bonn einen Ballonaufstieg zur Beobachtung des Halleyschen Kometen. Als einer der ersten Ballonfahrer entwickelte Leimkugel eine einfache Methode der Radiopeilung, um die Ortsbestimmung bei Nacht- und Wolkenfahrten zu ermöglichen. 1933 unternahm er seine letzte Ballonfahrt in St. Louis, USA. Danach durfte er diesen Sport aufgrund seiner demokratischen Gesinnung nicht mehr ausüben.
Im Ersten Weltkrieg war er in den Jahren 1914 bis 1918 freiwillig gemeldeter Kriegsteilnehmer, wobei er Meteorologe bei der 34. Feldfliegerabteilung in Cunel bei Verdun war. Er fertigte dabei maßgerechte Luftbilder (Ballon-Photogrammetrie) dieses Frontabschnitts an. Nach dieser Zeit kehrte er nach Essen zurück.

### Politik und weitere Tätigkeiten
Am 30. Juni 1920 zog er für die von ihm mitgegründete Deutsche Demokratische Partei in die Stadtverordnetenversammlung der Stadt Essen ein. Er wurde Mitglied des Vollzugsausschusses.
Zur Zeit des Nationalsozialismus schloss er sich um 1935 dem „Steffensmeier-Kreis“ in Essen an, einer Widerstandsgruppe, die vom ehemaligen Mitglied der Zentrumspartei, Heinrich Steffensmeier, gegründet worden war. 
1940 gründete er als Sammler das Till-Eulenspiegel-Museum Schöppenstedt und schenkte es 1947 seiner Geburtsstadt. Es war unter anderem in einem Teilgebäude seines Elternhauses untergebracht, befindet sich aber heute in einem Neubau.
1945 gehörte Leimkugel zu den Mitbegründern der Essener FDP. Nach einem Herzanfall vom 13. März 1947 starb er in Essen, wurde aber am 30. März 1947 in seiner Geburtsstadt Schöppenstedt beigesetzt.

## Auszeichnungen
Erich Leimkugel erhielt 1929 das Sportabzeichen für Freiballonführer in Gold Nr. 2.
In Schöppenstedt und im Essener Nordviertel gibt es jeweils eine nach ihm benannte Leimkugelstraße.